# Scaturiginichthys vermeilipinnis
Scaturiginichthys vermeilipinnis är en fiskart som beskrevs av Ivantsoff, Unmack, Saeed och Crowley, 1991. Scaturiginichthys vermeilipinnis ingår i släktet Scaturiginichthys och familjen Pseudomugilidae. IUCN kategoriserar arten globalt som akut hotad. Inga underarter finns listade i Catalogue of Life.